# Nicolas Kurtovitch
Nicolas Kurtovitch, né le 20 décembre 1955  à Nouméa, est un écrivain français de Nouvelle-Calédonie.

## Biographie

### Origines et famille
Nicolas Kurtovitch est le troisième et dernier enfant de Slobodan Kurtovitch, immigré yougoslave (bosniaque) de Sarajevo ayant quitté son pays d'origine en 1945, et de Bernadette Hagen, issue d'une famille calédonienne d'origines européennes installée dans l'archipel depuis le XIXe siècle,. 
Le frère et la sœur de Nicolas Kurtovitch se sont également impliqués dans la vie éducative, culturelle et politique de la Nouvelle-Calédonie. Il est ainsi le frère cadet de Yasmina Metzdorf, maire de Poya sous les couleurs du parti non-indépendantiste Calédonie ensemble depuis 2014, après y avoir été institutrice puis directrice d'école à partir de 1973 ainsi que correspondante pour le quotidien Les Nouvelles calédoniennes. Son frère aîné, Ismet Kurtovitch (né en 1954), docteur en histoire spécialisé dans l'histoire politique contemporaine de la Nouvelle-Calédonie, fut le directeur du service des Archives territoriales de 2000 à 2009 ainsi qu'un militant indépendantiste et de gauche depuis les années 1970, fondateur dans les années 1980 des « Éditions populaires » (Edipop) liées au Front de libération nationale kanak et socialiste (FLNKS) et collaborateur depuis 2009 de Déwé Gorodey, membre du Parti de libération kanak (Palika) au sein du gouvernement de la Nouvelle-Calédonie, chargée de la Culture, de la Condition féminine et de la Citoyenneté. De plus, outre plusieurs ouvrages et articles scientifiques, Ismet Kurtovitch est également l'auteur de plusieurs pièces de théâtre, dont surtout Pastorale calédonienne en 2000 (traduite en anglais, A Caledonian Pastoral, en 2002) et Les Comédies broussardes en 2005 (publiées en 2013).

### Formation et carrière professorale
Après une scolarité au lycée Blaise-Pascal, Nicolas Kurtovitch étudie à l'université de Provence. Licencié en 1980, il enseigne la géographie au collège de l'Alliance scolaire de l'Église évangélique (ASÉÉ, enseignement privé protestant) de Havila à Lifou, de 1981 à 1985. De 1985 à 2010, il est nommé directeur du lycée Do-Kamo à Nouméa (ASÉÉ) qui promeut activement la jeunesse kanak en Nouvelle-Calédonie,,.

### Carrière littéraire
En 1973, il publie à compte d'auteur Sloboda, un recueil de poésie suivi en 1977 de la parution de Seulement des mots. 
C'est en poésie qu'il est le plus prolifique, avec dix-sept recueils supplémentaires parus entre 1983 et 2014. 
À partir des années 1990, il s'initie à d'autres genres littéraires : d'abord la nouvelle, avec trois recueils parus dans les années 1990 (Forêt, Terre et Tabac en 1993, Lieux en 1994 et Totem en 1997) ; le théâtre, avec Le Sentier Kaawenya, suivi de deux courtes pièces en un acte : L'Autre et Qui sommes-nous ?, en 1998, mais aussi Kalachakra, jamais publiée mais créée pour le Festival néo-calédonien Équinoxe en 1999, Les Dieux sont borgnes co-écrite avec le dramaturge kanak Pierre Gope en 2002 et jouée au Festival d'Avignon en 2003 dans une mise en scène d'Yves Borrini, et enfin La Commande en 2004 qui est toujours inédite à la scène en 2015 ; le roman, avec Good night friend en 2006 puis Les Heures italiques en 2009 ; et la littérature jeunesse avec Iamélé et Willidoné en 2008. 
Il se fait ainsi connaître et reconnaître en Nouvelle-Calédonie mais aussi plus largement en Océanie comme l'un des auteurs néo-calédoniens les plus prolifiques et importants de sa génération,. Selon Virginie Soula, « avec Déwé Gorodé, il préfigure le nouveau visage littéraire de l'archipel ».
Lu et étudié en Nouvelle-Calédonie mais aussi dans les universités du Pacifique, Nicolas Kurtovitch a été invité à plusieurs reprises par des établissements supérieurs pour organiser des lectures ou des ateliers d'écriture, notamment en Nouvelle-Zélande en 1996 et en 1998, en Australie en 1997. Il a participé en août 2000 à la « Waka Conférence » sur les identités du Pacifique à Wellington en Nouvelle-Zélande.
Il a reçu (conjointement à d'autres auteurs, dont le principal était Jean-Claude Bourdais) le prix de la prose narrative du Salon du livre insulaire d'Ouessant en 2001, pour L'Arbre à souvenir . Il a reçu, cette fois seul, un autre prix du même salon, celui de la poésie en 2003 pour Le Piéton du Dharma. Il obtient en 2008 le Prix international de poésie Antonio Viccaro décerné lors du Marché de la poésie à Paris, pour l'ensemble de son œuvre poétique. Enfin, en 2011, il a reçu deux prix décernés en Nouvelle-Calédonie : le prix Popaï du gouvernement de la Nouvelle-Calédonie décerné dans le cadre du Salon international du livre océanien (SILO) pour son roman Les Heures italiques ; le prix Vi Nimö (littéralement « Récit de formation » en langue ajië) issu d'un concours de littérature organisé tous les deux ans par les lycées de l'enseignement privé pour son recueil de poésie Les arbres et les rochers se partagent la montagne.
Nicolas Kurtovitch a été le président fondateur de 1996 à 2006 de l'Association des écrivains de Nouvelle-Calédonie (AENC), dont il est toujours membre, et est également membre de la Société des gens de lettres. Il a contribué à créer en 2005, avec Catherine Laurent, le Centre géopoétique de Nouvelle-Calédonie, en lien avec l'Institut de géopoétique de Kenneth White. Il a été fait chevalier des Arts et des Lettres en 2004,.
il a été invité aux résidences d’écrivains de Villeneuve-lès-Avignon, du Randall Cottage à Wellington (Nouvelle-Zélande), de l’Association des écrivains de Shanghai, de l’île d'Ouessant.

### Engagement public
De 2011 à 2014, il est chargé de mission pour la culture et les dispositifs jeunesses auprès de deux présidents successifs de l'Assemblée de la Province Sud, Pierre Frogier puis Cynthia Ligeard. 
Depuis le 1er avril 2015 il a pris ses droits à la retraite et s'éloigne de toutes activités publiques autres qu’associatives. Il est aujourd’hui[Quand ?], président de la Maison du livre de la Nouvelle-Calédonie et vice-président de l’Association des écrivains de Nouvelle-Calédonie.

## Œuvre

### Poésie
- Sloboda, chez l’auteur, Nouméa, 1973
- Vision d’Insulaire, Paris, Éditions St-Germain-des-Prés, 1983 (ISBN 2-243-02025-4).
- Souffle de la nuit, Nouméa, Éditions St-Germain-des-Prés, 1985 (ISBN 2-243-02573-6).
- L’arme qui me fera vaincre, Nouméa, Éditions Vent du Sud, 1988.
- Homme Montagne, Paris, Éditions Guy Chambelland, 1993 (ISBN 2-905618-62-0).
- Assis dans la barque, Nouméa, Éditions Grain de Sable, 1994 (ISBN 2-84170-008-9).
- Avec le masque, Paris, Éditions Guy Chambelland, 1997 (ISBN 978-2-905618-77-1).
- Dire le vrai / To Tell the Truth, édition bilingue de 18 poèmes avec Déwé Gorodé, Nouméa, Éditions Grain de Sable, 1999 (ISBN 2-84170-046-1).
- On marchera le long du mur, Paris, Librairie-Galerie Racine, 2000 (ISBN 2-243-03982-6).
- Poème de la solitude et de l’exil, Association Kalachakra, Nouméa 2001 (ISBN 2-9517369-8-3).
- Autour Uluru, phot. de Nicole Kurtovitch, Paris, Éditions Galerie-Racine, 2002 (ISBN 2-243-03839-0).
- Ode aux pauvres, Nouméa, Association Kalachakra, 2002 (ISBN 2-9517369-0-8).
- Haïbun de Ouessant, Nouméa, Éditions Les Océaniles et Kalachakra, 2003
- Le Piéton du Dharma, Nouméa, Éditions Grain de Sable, 2003 (ISBN 2-84170-100-X). - Lauréat 2003 du Salon du livre insulaire d’Ouessant.
- Le Dit du cafard taoïste, ill. de Mathieu Venon, Nouméa, Éditions Kalachakra, 2005 (ISBN 2-9517369-1-6).
- Cette poignée de main, avec Annie Rosès, Nouméa, Éditions Les Océaniles et Kalachakra, 2009 (BNF 42405749)
- Les arbres et les rochers se partagent la montagne, Paris, Ed Vent d’ailleurs, 2010 (ISBN 978-2-911412-68-4) Lauréat du Prix Vi Nimö des lycéens en Nouvelle-Calédonie 2011
- Ombre que protège l’ombre, Paris, Éditions vents d’ailleurs, 2014 (ISBN 978-2-36413-054-8)
- Où irons nous ces jours prochains, Rochefort, Éditions les petites allées, 2016. (ISBN 979-10-92910-20-9)
- L’amour des gens, Paris, Ed Vents d’ailleurs, 2018  (ISBN 978-2-36413-196-5)
- Les invisibles - « Invisibles » Rochefort’ Ed Les petites allées, 2019,  (ISBN 979-10-92910-51-3)

### Nouvelles
- Forêt, terre et tabac, Nouméa, Éditions du Niaouli, 1993 (BNF 35710879).
- Lieux, Nouméa, Éditions Grain de Sable, 1994  (ISBN 2-84170-004-6).
- Totem, Nouméa, Éditions Grain de Sable, 1997  (ISBN 2-84170-036-4).
- Lieux II, Nouméa, Éditions Grain de Sable, 2007

### Récit
- Seulement des mots, Aix-en-Provence, chez l’auteur, 1977

### Théâtre
- Le Sentier Kaawenya, suivi de L’autre et Qui sommes-nous ?, Nouméa, Éditions Grain de Sable, 1998  (ISBN 2-84170-037-2).
- Les dieux sont borgnes, avec Pierre Gope, Nouméa, Éditions Grain de Sable, 2002  (ISBN 2-84170-096-8).
- « Couture à la maison Hagen », dans Ô saisons, ô châteaux !, Ouvrage collectif, Nouméa, 1999  (ISBN 2-913320-13-9).
- La Commande, Nouméa, Éditions Traversées, 2004  (ISBN 2-9521847-2-0).
- La Balançoire, Nouméa, Éditions Écrire en Océanie, 2016  (ISBN 978-2-918198-28-4)

### Roman
- Good night friend, Tahiti, Papeete, Éditions Au vent des îles, 2006  (ISBN 978-2-915654-00-4).
- Les Heures italiques, Tahiti, Papeete, Éditions Au vent des îles, 2010  (ISBN 978-2-915654-57-8). - Lauréat du Prix Popaï de la littérature Calédonienne en 2011.
- "Dans le ciel splendide", Tahiti, Papeete, Éditions Au vent des îles, 2015 en littérature,  (ISBN 978-2-36734-080-7).

### Jeunesse
- Iamelé et Willidone, illustré par Julie de Waligorski, Comps, Les Éditions du Bonhomme vert, 2007  (ISBN 978-2-916196-09-1).